# Lista över Tchads premiärministrar
Detta är en lista över Tchads regeringschefer.
| Namn                      | Ämbetsperiod                        |
| ------------------------- | ----------------------------------- |
| Gabriel Lisette           | 14 maj 1957 – 11 februari 1959      |
| Gontchomé Sahoulba        | 11 februari – 12 mars 1959          |
| Ahmad Koulamallah         | 12 mars – 26 mars 1959              |
| François Tombalbaye       | 26 mars 1959 – 13 april 1975        |
| Félix Malloum             | 15 april 1975 – 29 augusti 1978     |
| Hissène Habré             | 29 augusti 1978 – 23 mars 1979      |
| Djidingar Dono Ngardoum   | 19 maj – 19 juni 1982               |
| Jean Alingue Bawoyeu      | 4 mars 1991 – 20 maj 1992           |
| Joseph Yodoyman           | 20 maj 1992 – 7 april 1993          |
| Fidèle Moungar            | 7 april – 6 november 1993           |
| Delwa Kassire Koumakoye   | 6 november 1993 – 8 april 1995      |
| Koibla Djimasta           | 8 april 1995 – 17 maj 1997          |
| Nassour Ouaido            | 17 maj 1997 – 13 december 1999      |
| Nagoum Yamassoum          | 13 december 1999 – 12 juni 2002     |
| Haroun Kabadi             | 12 juni 2002 – 24 juni 2003         |
| Moussa Faki               | 24 juni 2003 – 3 februari 2005      |
| Pascal Yoadimnadji        | 3 februari 2005 – 23 februari 2007  |
| Adoum Younousmi (interim) | 23 februari 2007 – 26 februari 2007 |
| Delwa Kassiré Koumakoye   | 26 februari 2007 – 15 april 2008    |
| Youssouf Saleh Abbas      | 15 april 2008 – 5 mars 2010         |
| Emmanuel Nadingar         | 5 mars 2010 – 21 januari 2013       |
| Djimrangar Dadnadji       | 21 januari 2013 – 21 november 2013  |
| Kalzeubet Pahimi Deubet   | 21 november 2013 – 13 februari 2016 |
| Albert Pahimi Padacké     | 13 februari 2016 – 4 maj 2018       |
| Vakant                    | 2018 – 2021                         |
| Albert Pahimi Padacké     | 26 april 2021 – 12 oktober 2022     |
| Saleh Kebzabo             | 12 oktober 2022 – 1 januari 2024    |
| Succès Masra              | 1 januari 2024 – 22 maj 2024        |
| Allamaye Halina           | 23 maj 2024 –                       |